# Максименко Максим Олександрович
Макси́м Олекса́ндрович Максиме́нко (нар. 28 травня 1990, Краматорськ, Донецька область, УРСР) — український футболіст, центральний захисник клубу «Лариса».

## Клубна кар'єра
Вихованець СДЮШОР «Шахтаря» (Донецьк). Професіональну кар'єру розпочав у 2007 році у складі «Шахтаря-3». Улітку 2009 року грав у «Кримтеплиці» на правах оренди.
У 2010 році перейшов у молдовський клуб «Тирасполь». У складі команди ставав володарем Кубку Молдови і бронзовим призером чемпіонату Молдови. Улітку 2013 року повернувся в Україну, де грав за алчевську «Сталь». Після того, як «Сталь» припинила виступи в чемпіонаті України, перейшов у латвійський «Спартакс». Узяв участь у матчах кваліфікації Ліги Європи проти клубів «Будучност» (3:1, 0:0) та «Воєводина» (0:3, 1:1).
У 2016 році підписав контракт із чернігівською «Десною».

## Кар'єра у збірній
Протягом 2005—2009 років грав у складі юнацьких збірних України різних вікових категорій.

## Досягнення
- Національний дивізіон Молдови
  -  Бронзовий призер (1): 2012/13

- Кубок Молдови
  -  Володар (1): 2012/13